# Tina Romero
Tina Romero Alcazár (Nova York, 14 de agosto de 1949), filha de pais mexicanos Tina e sua família moram no México desde 1958, ela é uma popular atriz mexicana de cinema e televisão. Tina foi casada com o cineasta Gabriel Retes, nos anos 80 e tem dois filhos, entre eles a atriz Christina Masón.

## Biografia
Tina estreou como o protagonista do filme Lo Mejor de Teresa e desde então ela se tornou uma das melhores e mais bem conhecidas atrizes do país. Nesse mesmo ano participou de Chin Chin Teporocho e em Las poquianchis no qual obteve destaque pela sua atuação.
Em 1977, um ano mais tarde filma Flores de Papel e estrela em sua primeira telenovela Santa, em 1979 atuou no filma de Juan López Moctezuma, Alurcada, la hija de las Tinieblas junto a Claudio Brook e David Silva. Em 1979 filma 4 Hembras y un Macho Menos, Bandera Rota e Mi Caballo Cantador, também aparece nas telenovelas Ángel Guerra, Parecido al Amor e Bella y Bestia.
Em 1980, ela atuou nos filmes Estampas de Sor Juana e Las Grandes Aguas, no ano de 1982 ela debuta em Hollywood no filme Missing protagonizada por Sissy Spacek.  Para 1983 volta ao México e realiza o filme Las Apraciencias Engañasn. Em 1984 protagoniza Aprendiendo a Vivir telenovela onde interpretaba a Silvia, nesse mesmo ano participa do filme Noches de Carnaval e Mujeres Salvajes.
Em 1985 protagonza o filme Los Naufragos de Liguria dirigido por seu então esposo Gabriel Retes. Em 1986 protagonizou três filmes, Miracles, Piratas e De Puro Relajo. Em 1988 voltou Hollywood com os filmes Clif Ossmond, The Penitent, nesse mesmo ano regressa a televisão com El Rincon de los Prodigios e na telenovela La Casa al Final de la Calle. Em 1989 ela participou telenovela Simplemente María, com a a triz Victoria Ruffo, e no filme Violencia a Sangre Fria e no capítulo de série La Hora Marcada.
Em 1991 filma Silencio de Muerte e participa com seu papel mas recordado e exitoso na televisião, como Martha Gastelum na telenovela Cadenas de amargura. Entre 1991 e 1992 aparece na telenovelas Magica Juventud e Muchachitas. Em 1993 participou do filme Kino de Felipe Cazals, interpretando a uma prostituta. Em 1994 aparece na telenovela Buscando el Paraiso e nos filmes La Señorita y Una Luz en la Escalera.
No ano de 1995 filma Magnicidio e na telenovela Alondra. Em 1996 participou da telenovela La Culpa e decide descansar alguns anos até 1998, retorna com o filme Crisis e na telenovela La mentira. Em 1999 trabalha junto com Thalía e Angélica María em Rosalinda como Dolores Romero.
Entre 2000 e 2001 Tina aparece nas telenovelas Abrazame muy fuerte e El juego de la vida depois tem mas um recesso em sua sua carreira até 2004 com o filme mexicano Las Lloronas, em 2005 trabalhou em sua primeira telenovela fora do México em Amarte Asi na Argentina.
Em 2007 fez uma participacão especial na telenovela Pasión e em 2008 realiza um papel estelar na telenovela El Juramento ao lado doa atores, Susana Dosamantes, Héctor Bonilla, Dominika Paleta e Osvaldo Ríos pela rede Telemundo. Em 2009 participa na telenovela Verano de amor com uma personagem especial, nesse mesmo ano confirmou sua participação na telenovela Mi pecado de Juan Osorio, como Asuncion.

## Telenovelas
- Mujeres de negro (2016) - Genoveva
- Quiero amarte (2014) -  Rebeca Olazábal
- Dama y obrero (2013) - Alfonsina Vda. de Mendoza
- Rosario (2013) -Griselda
- Amor Bravío(2012) - Chayo
- Una maid en Manhattan (2011/2012) - Carmen Romera «La nana»
- Llena de amor (2010) -  Paula
- Mi pecado (2009) -  Asunción Torres ¨Chona¨
- Verano de amor (2009) - Pura Guerra
- El Juramento (2008) - Silvia
- Pasión (2007/2008) - Criada
- Amarte así (2005) - Evangelina Lizárraga
- El juego de la vida (2001/2002) - Mercedes Pacheco
- Abrázame muy fuerte (2000/2001) - Jacinta Rivero
- Rosalinda (1999) - Dolores Romero
- La mentira (1998) - Irma de Moguel
- La culpa (1996) - Lorena
- Alondra (1995) - Cecilia
- Buscando el paraíso (1993/1994) - Elsa
- Mágica juventud (1992/1993) - Silvia
- Muchachitas (1991-1992) - Verónica Sánchez Zúñiga #2
- Cadenas de amargura (1991) - Martha Fernández ex de Gastelum
- Simplemente María (1989) - Gabriela del Conde
- La casa al final de la calle (1989) - Marina Durán
- El rincón de los prodigios (1987) - Mercedes
- Aprendiendo a vivir (1984) - Silvia
- Añoranza (1979)
- Bella y Bestia (1979) - Linda Jackson
- Parecido al amor (1979) - Alondra
- Ángel Guerra (1979) - Dulcenombre
- Santa (1978) - Santa

## Séries de TV
- A Hora Marcada (1986-1990) -
- Mujer, casos de la vida real (1988) - Irene (episodio "Dos amores")
- Por tu bien - Carmen

## Cinema
- Más sabe el Diablo por viejo (2018) - Nelly Durán
- Sea Of Dreams (2006) - Raquel
- Las Lloronas (2004) - Esther
- Un Dulce Olor a Muerte (1999) - La Chata
- Crisis (1998) - Sandra
- Magnicidio (1995)
- Una Luz en la Escalera (1994) - Teresa Guzman
- La Señorita (1994)
- Kino (1994) - Cortesana
- Silencio de Muerte (1991)
- Violencia a sangre fria (1989)
- The Penitent (1988) - Sandra
- Miracles (1986) - Juanita
- Los Piratas (1986) Constanza
- De Puro Relajo (1986)
- Los Naufragos de Liguria (1985) - Constanza
- Mujeres Salvajes (1984)
- Noche de Carnaval (19849 - Irma
- Las Apariencias Engañan (1983)
- Missing (1982) - Maria
- Las Grandes Aguas (1980)
- Estampas de Sor Juana (1980)
- Bandera Rota (1979) - Ana
- Mi Caballo Cantador (1979)
- 4 Hembras y un Macho Menos (1979)
- Alurcada, la hija de las tinieblas (1978) - Alurcada
- Flor de Papel (1977)
- Las Poquianchis (1976) - Maria Rosa
- Chin Chin el Teporocho (1976)
- Lo Mejor de Teresa (1976) - Teresa